# Hypochaeris maculata
La costolina macchiata (nome scientifico Hypochaeris maculata L., 1753)  è una specie di pianta angiosperma dicotiledone della famiglia delle Asteraceae.

## Etimologia
L'etimologia del nome generico (Hypochaeris) è piuttosto dubbia e si perde lontano nel tempo; potrebbe derivare da due parole greche Hypo (= sottoterra) e choeros (= maiale); infatti le radici della specie Hypochaeris radicata sono molto ricercate dai maiali che per cibarsene scavano la terra col loro “grufo” per trovarle. È comunque Carl von Linné (Rashult, 23 maggio 1707 – Uppsala, 10 gennaio 1778), biologo e scrittore svedese, che introdusse il nome di questo genere nella sistematica vegetale nel 1754. L'epiteto specifico (maculata) fa riferimento alle macchie delle sue foglie.
Gli inglesi chiamano questa pianta con il nome di Spotted Cat's-ear', ma anche Spotted hawkweed; i francesi la chiamano Porcelle tachetée;  i tedeschi: Geflecktes Ferkelkraut.

## Descrizione

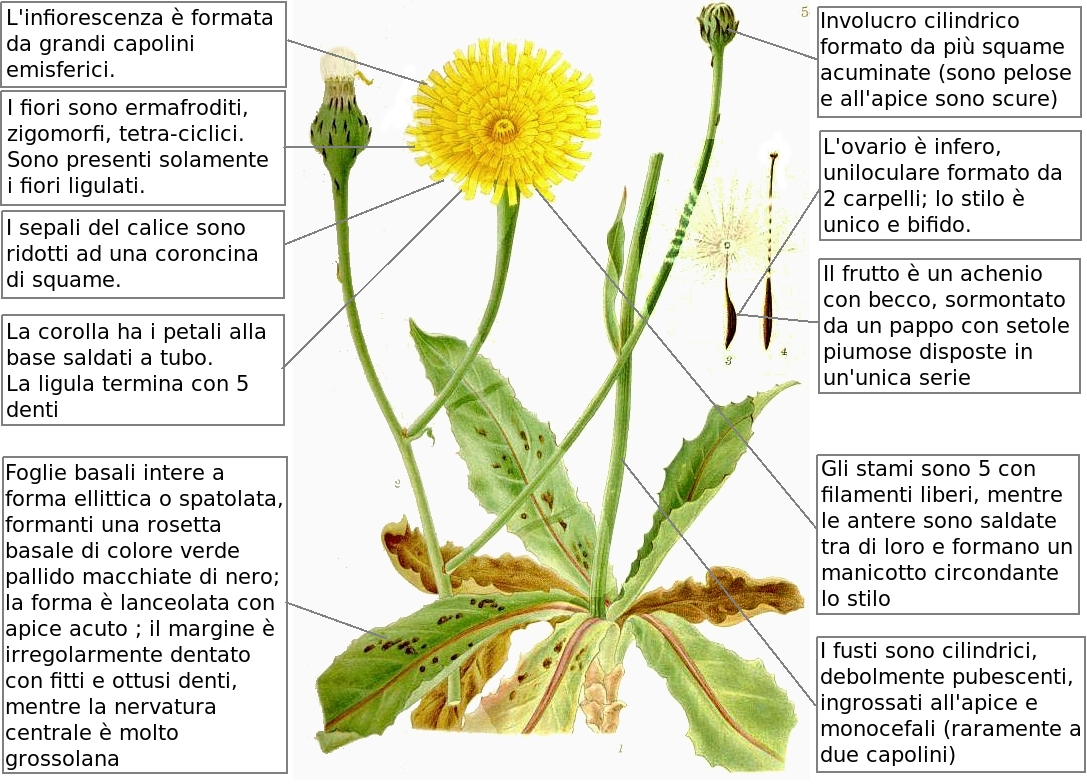
Descrizione delle parti della pianta

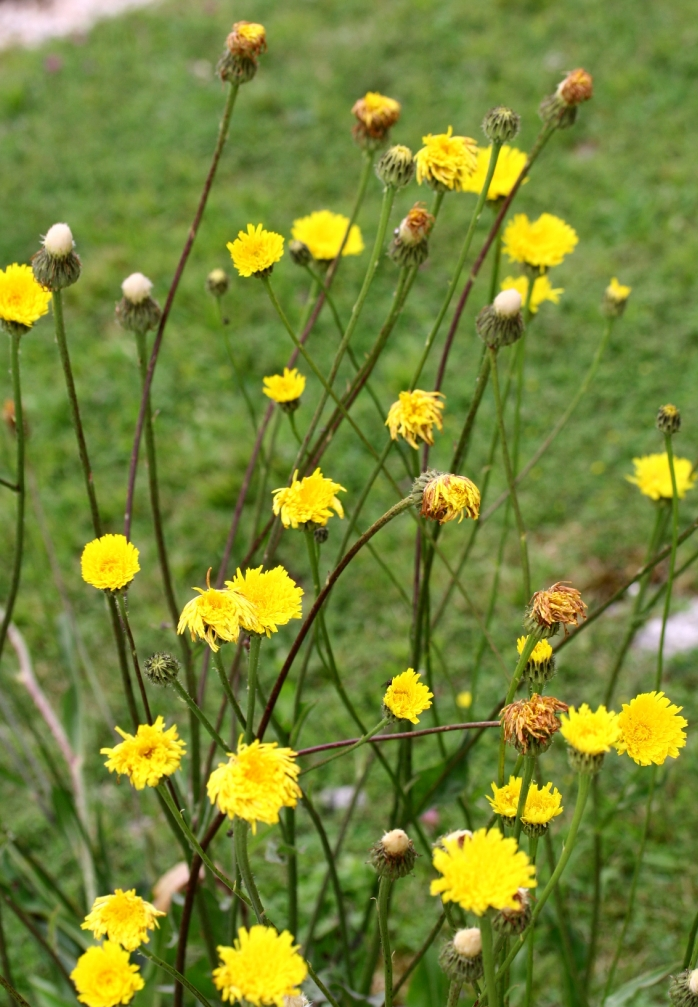
Il portamento
Giardino Botanico Alpino "Giangio Lorenzoni", Pian Cansiglio, Tambre d'Alpago (BL), 1000 m s.l.m. - 5/7/2007

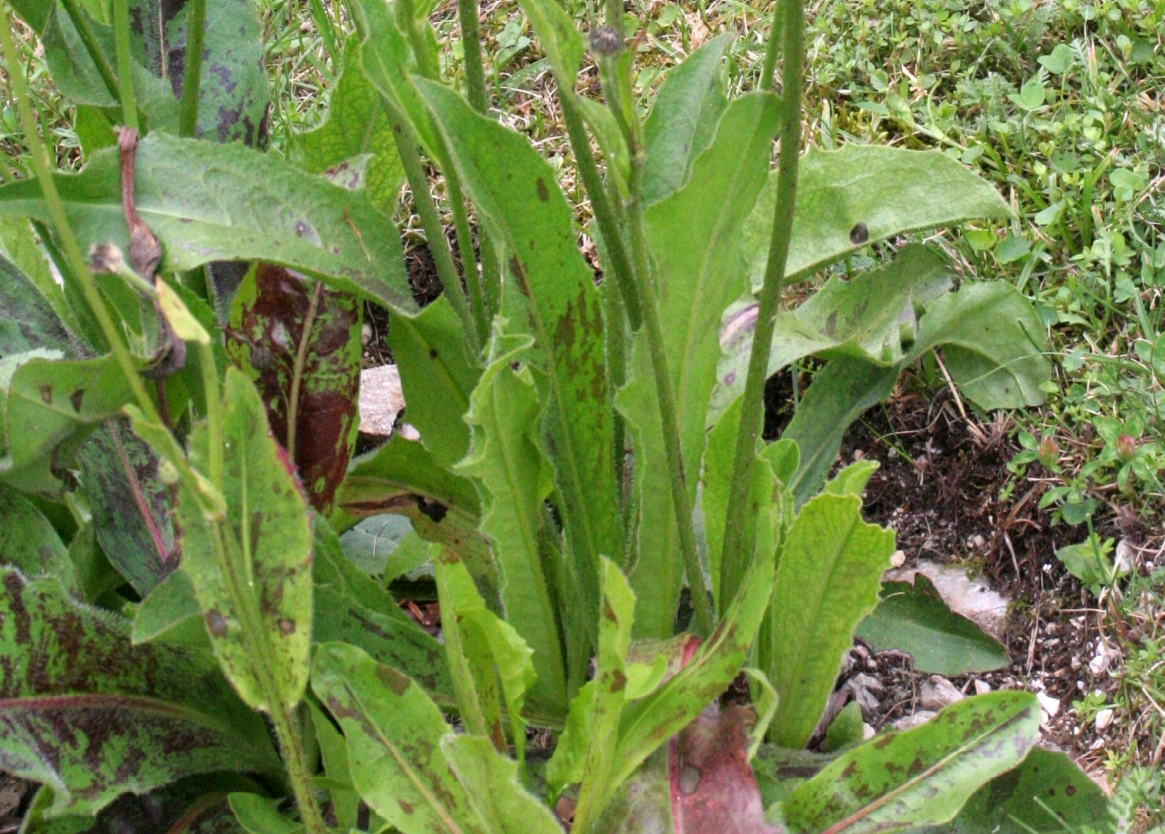
La rosetta basale
Giardino Botanico Alpino "Giangio Lorenzoni", Pian Cansiglio, Tambre d'Alpago (BL), 1000 m s.l.m. - 5/7/2008

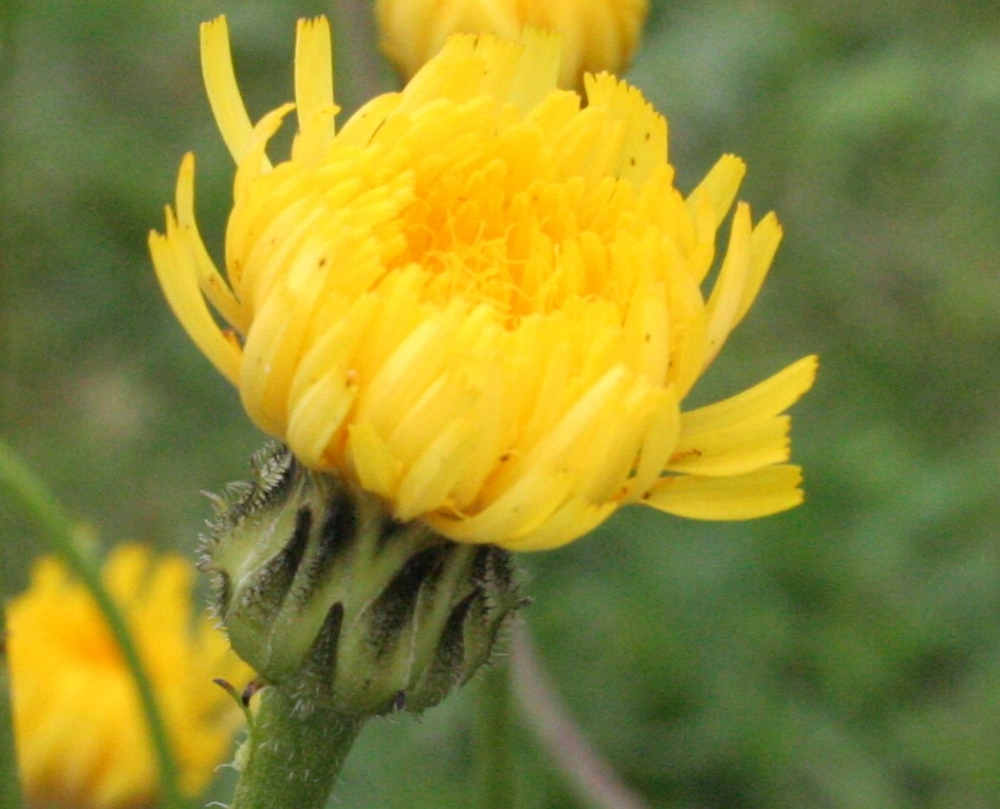
Il capolino
Giardino Botanico Alpino "Giangio Lorenzoni", Pian Cansiglio, Tambre d'Alpago (BL), 1000 m s.l.m. - 5/7/2008

Habitus. Queste piante sono più o meno pelose. La forma biologica della specie è emicriptofita rosulata (H ros), ossia sono piante perenni con gemme svernanti al livello del suolo e protette dalla lettiera o dalla neve, e con le foglie disposte a formare una rosetta basale.
Radici. La radice è del tipo a fittone.
Fusto. I fusti sono cilindrici, debolmente pubescenti, ingrossati all'apice e monocefali (raramente a due capolini); la sua superficie è profondamente solcata. La loro altezza media è di 30 – 60 cm (massima anche 1 metro).
Foglie. 
- basali: queste sono intere e formano una rosetta basale di colore verde pallido macchiate di nero-violaceo; il loro portamento è eretto e la forma è lanceolata, ellittica o spatolata con apice acuto; il margine è irregolarmente dentato con fitti e ottusi denti, mentre la nervatura centrale è molto grossolana e quasi rossiccia. La superficie è setolosa. Dimensione delle foglie basali: larghezza 4 – 6 cm; lunghezza 8 – 13 cm.
- cauline: le foglie cauline sono poche (1 – 3) e di dimensioni ridotte.

Infiorescenza. L'infiorescenza è formata da grandi capolini emisferici. La struttura dei capolini è quella tipica delle Asteraceae: un peduncolo, mediamente ingrossato sotto il capolino (meno di 5 mm di diametro), sorregge un involucro cilindrico formato da più squame acuminate (sono pelose e all'apice sono scure) che fanno da protezione al ricettacolo sul quale s'inseriscono due tipi di fiori: quelli esterni ligulati e quelli interni tubulosi (in questo caso sono assenti). Il ricettacolo si presenta con diverse pagliette poste alla base dei fiori, mentre l'involucro è formato da più serie di squame disposte in modo embricato. Diametro dei capolini : 4 –5 cm. Dimensioni dell'involucro: larghezza 13 mm; altezza: 13 – 18 mm. Lunghezza delle squame : 12 – 17 mm.
Fiori. I fiori sono ermafroditi, zigomorfi, tetra-ciclici (calice – corolla – androceo – gineceo) e pentameri (a 5 elementi). In questa specie i fiori tubulosi non sono presenti.
- Formula fiorale:

*/x K {\displaystyle \infty }, [C (5), A (5)], G 2 (infero), achenio
- Calice: i sepali sono ridotti ad una coroncina di squame.
- Corolla: i petali alla base sono saldati a tubo, mentre la ligula termina con 5 denti (è la parte finale dei cinque petali saldati fra di loro). Il colore dei fiori è giallo-limone (lievemente arrossato verso l'esterno-basso del capolino). Dimensione del tubo: 12 mm. Dimensioni della ligula: larghezza 3 mm; lunghezza 15 – 17 mm.
- Androceo: gli stami sono 5 con filamenti liberi, mentre le antere sono saldate tra di loro e formano un manicotto circondante lo stilo. Le antere alla base sono acute. Il polline è tricolporato.[12]
- Gineceo: l'ovario è infero uniloculare formato da 2 carpelli; lo stilo è unico ma profondamente bifido. Gli stigmi dello stilo sono due divergenti e ricurvi con la superficie stigmatica posizionata internamente (vicino alla base).[13]
- Antesi: queste piante fioriscono da maggio a agosto (dipende dall'altitudine); i semi maturano da luglio a settembre.

Frutti. Il frutto è un achenio con becco (sono delle nucule tutte molto uguali fra di loro), sormontato da un pappo uniseriato (un unico ordine di setole) a setole tutte ugualmente piumose. Dimensione del frutto: 10 – 17 mm.

## Biologia
- Impollinazione: l'impollinazione avviene tramite insetti (impollinazione entomogama tramite farfalle diurne e notturne).
- Riproduzione: la fecondazione avviene fondamentalmente tramite l'impollinazione dei fiori (vedi sopra).
- Dispersione: i semi (gli acheni) cadendo a terra sono successivamente dispersi soprattutto da insetti tipo formiche (disseminazione mirmecoria). In questo tipo di piante avviene anche un altro tipo di dispersione: zoocoria. Infatti gli uncini delle brattee dell'involucro si agganciano ai peli degli animali di passaggio disperdendo così anche su lunghe distanze i semi della pianta.

## Distribuzione e habitat

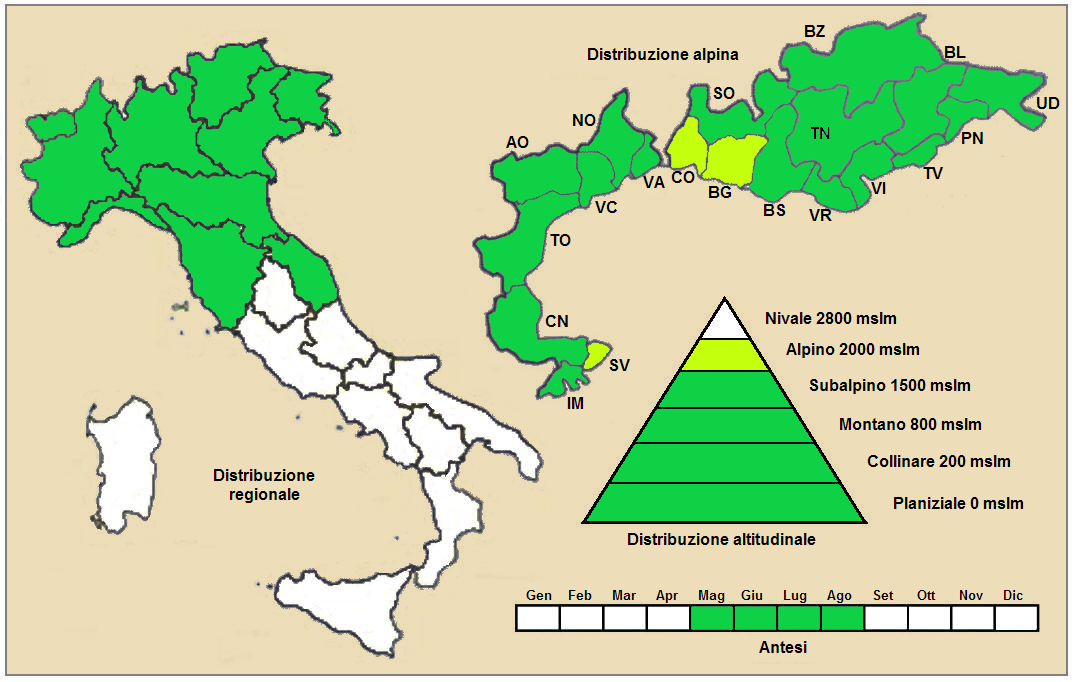
Distribuzione della pianta (Distribuzione regionale – Distribuzione alpina)

- Geoelemento: il tipo corologico (area di origine) è Eurosiberiano.
- Distribuzione: in Italia è presente al Nord (dalla Toscana in su). Sull'arco alpino è presente ovunque meno che nelle province di Como e Bergamo. Fuori dall'Italia è presente su tutti i rilievi europei (Pirenei, Massiccio Centrale, Giura, Balcani e Carpazi) oltre naturalmente nelle relative pianure. È presente dall'Europa fino alla Siberia centrale.[2]
- Habitat: l'habitat preferito da queste piante sono i prati aridi del piano collinare e subalpino; ma anche prati e pascoli mesofili. Il substrato preferito è calcareo e calcareo-siliceo con pH medio-basico e con terreno mediamente nutrizionale ma secco.
- Distribuzione altitudinale: si trovano dal piano fino a 1.500 m s.l.m.; sui rilievi sono presenti dal piano collinare fino a quello subalpino.

### Fitosociologia

#### Areale alpino
Dal punto di vista fitosociologico alpino la specie di questa scheda appartiene alla seguente comunità vegetale:
Formazione: comunità a emicriptofite e camefite delle praterie rase magre secche
Classe: Festuco Brometea

#### Areale italiano
Per l'areale completo italiano Hypochaeris maculata appartiene alla seguente comunità vegetale:
Macrotipologia: vegetazione delle praterie.
Classe: Festuco valesiacae-brometea erecti Br.-Bl. & Tüxen ex Br.-Bl., 1949
Ordine: Scorzonero villosae-chrysopogonetalia grylli Horvatić & Horvat in Horvatić, 1963
Alleanza: Hypochoeridion maculatae Horvatic ex Terzi, 2011
Descrizione: l'alleanza Hypochoeridion maculatae è relativa alle praterie perenni mesofile che si sviluppano su substrati carbonatici con livelli di umidità maggiore rispetto ad altre alleanze vicine. I macroclimi interessati sono da quello temperato al piano bioclimatico supratemperato inferiore (sotto i 1.200 m s.l.m. - zona delle faggete termofile). La distribuzione di questa alleanza si estende per tutta la regione illirica. In Italia è tipica delle Prealpi (specialmente nel Veneto-Friuli). In assenza di utilizzazioni (sfalci o pascolo non intensivo) l'alleanza si evolve verso un rapido incespugliamento.
Specie presenti nell'associazione: Rhinanthus freynii, Cirsium pannonicum, Dianthus carthusianorum, Dorycnium herbaceum, Ferulago galbanifera, Danthonia alpina, Thymus pulegioides, Prunella laciniata, Orchis ustulata, Medicago falcata, Ranunculus bulbosus, Ononis spinosa, Aster linosyris, Agrostis tenuis, Carex montana, Trifolium rubens, Genista tinctoria, Avenula praeusta, Crocus vernus, Cirsium pannonicum, Traunsteinera globosa, Genziana cruciata, Hypochoeris maculata, Serapias vomeracea, Onobrychis arenaria, Linum viscosum e Campanula glomerata
Altre alleanze per questa specie sono:
- Cirsio-Brachypodion pinnati

## Tassonomia
La famiglia di appartenenza di questa voce (Asteraceae o Compositae, nomen conservandum) probabilmente originaria del Sud America, è la più numerosa del mondo vegetale, comprende oltre 23.000 specie distribuite su 1.535 generi, oppure 22.750 specie e 1.530 generi secondo altre fonti (una delle checklist più aggiornata elenca fino a 1.679 generi). La famiglia attualmente (2021) è divisa in 16 sottofamiglie.

### Filogenesi
Il genere di questa voce appartiene alla sottotribù Hypochaeridinae della tribù Cichorieae (unica tribù della sottofamiglia Cichorioideae). In base ai dati filogenetici la sottofamiglia Cichorioideae è il terz'ultimo gruppo che si è separato dal nucleo delle Asteraceae (gli ultimi due sono Corymbioideae e Asteroideae). La sottotribù Hypochaeridinae fa parte del "quarto" clade della tribù; in questo clade è posizionata nel "core" del gruppo , vicina alle sottotribù Crepidinae e Chondrillinae.
Il genere di questa voce, nell'ambito della sottostribù occupa "basale" subito dopo il genere Urospermum, quindi con il resto dei generi della sottotribù forma un "gruppo fratello". Il genere è bifiletico (alcuni Autori hanno proposto una sua scissione, alcune specie dovrebbero essere descritte nel genere Achyrophorus Adans.), tuttavia attualmente si preferisce mantenere Hypochaeris nella sua circoscrizione più ampia. Le specie sudamericane formano un gruppo monofiletico con Hypochaeris angustifolia (del Marocco) come clade "fratello". Le prime Hypochaeris hanno avuto origine nella regione mediterranea e in Sud America sono arrivate molto probabilmente dopo una dispersione a lunga distanza dall'Africa nord-occidentale.
I caratteri distintivi per questo genere sono:
- il ricettacolo è provvisto di pagliette (squamoso);
- il pappo, degli acheni centrali, è formato da un unico ordine di setole generalmente piumose con rigide pinnule.

Il genere è diviso in cinque cladi (o sezioni). La specie di questa voce appartiene alla sect. Amblachaenium con le specie eurasiatiche: H. grandiflora, H. maculata, H. uniflora e H. crepidioides.
I caratteri distintivi per la specie di questa voce sono:
- i peduncoli sotto l capolino sono poco ingrossati;
- le foglie basali sono intere e dentate;
- il diametro del capolino è minore di 5 mm;
- il pappo è uniseriato.

Il numero cromosomico della specie è: 2n = 10, 12 e 20.

### Sottospecie
Per questa specie sono individuate due sottosecie:
- Hypochaeris maculata subsp. maculata - Distribuzione: è la stirpe principale presente in Italia. Si trova dall'Europa al Caucaso.
- Hypochaeris maculata subsp. pelivanovicii (Velen.) Hayek, 1931 - Distribuzione: Penisola Balcanica.

### Sinonimi
La specie di questa scheda, in altri testi, può essere chiamata con nomi diversi. L'elenco che segue indica alcuni tra i sinonimi più frequenti:
- Trommsdorffia maculata (L.) Bernh.

Sinonimi per la subsp. Hypochaeris
- Achyrophorus alpicola Schur
- Achyrophorus maculatus  Scop.
- Arachnopogon heterospermus  Berg ex Haberle
- Hieracium achyrophorum  E.H.L.Krause
- Hypochaeris alpicola  Schur
- Hypochaeris alpina  Nyman
- Hypochaeris carpathica  Pax
- Hypochaeris grandiflora  Gilib.
- Hypochaeris illyrica  K.Malý
- Hypochaeris macedonica  Formánek
- Hypochaeris pyrenaica  Sennen
- Hypochaeris tyrolensis  Schiw. ex DC.
- Hypochaeris uniflora  Hoffm.
- Porcellites maculata  Cass.
- Trommsdorffia maculata var. carpathica  (Pax) Dostál

Sinonimi per la subsp. pelivanovicii
- Hypochaeris pelivanovicii Velen.
- Trommsdorffia maculata subsp. pelivanovicii  (Petrovic) Soják

### Specie simili
Sui prati italiani è possibile trovare Hypochaeris maculata assieme alla Hypochaeris uniflora; questo però soltanto a quote medie (1500 m s.l.m. - quota alla quale le due specie possono convivere). Si distinguono comunque per le foglie macchiate (Hypochaeris maculata) e per il capolino rigorosamente unico (Hypochaeris uniflora).

## Usi

### Cucina
Le giovani foglie di questa pianta, in Siberia (ma in tempi di carestia), vengono consumate come insalata. In altre zone vengono cotte in brodo.